# Taggvägstekel
Taggvägstekel (Aporinellus sexmaculatus) är en stekelart som först beskrevs av Maximilian Spinola 1805.  Taggvägstekel ingår i släktet taggvägsteklar, och familjen vägsteklar. Enligt den finländska rödlistan är arten akut hotad i Finland. Enligt den svenska rödlistan är arten sårbar i Sverige. Arten förekommer på Gotland. Artens livsmiljö är åsmoskogar.